# Ptaszniki (Gdańsk)

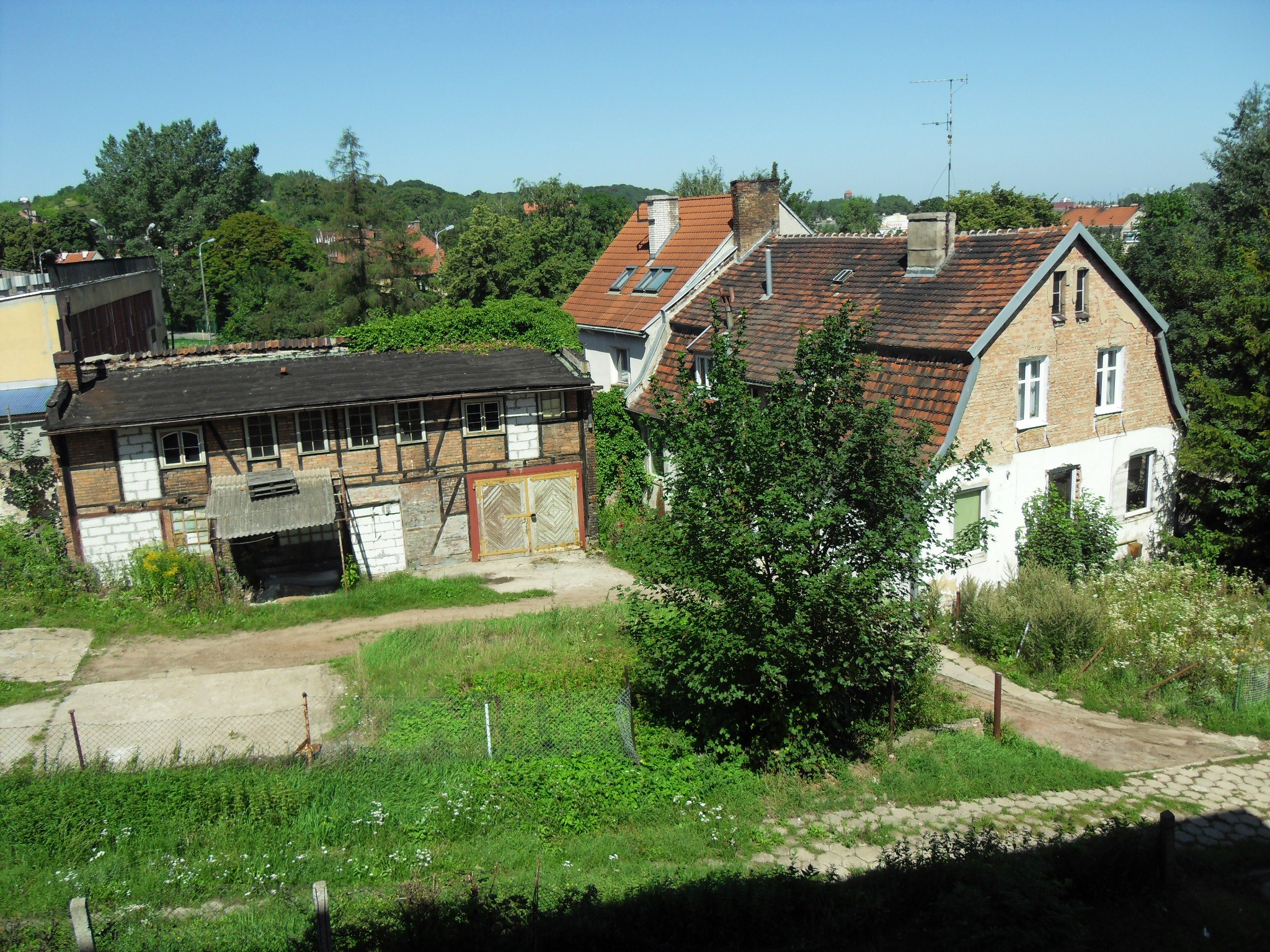
Ptaszniki - historyczna zabudowa

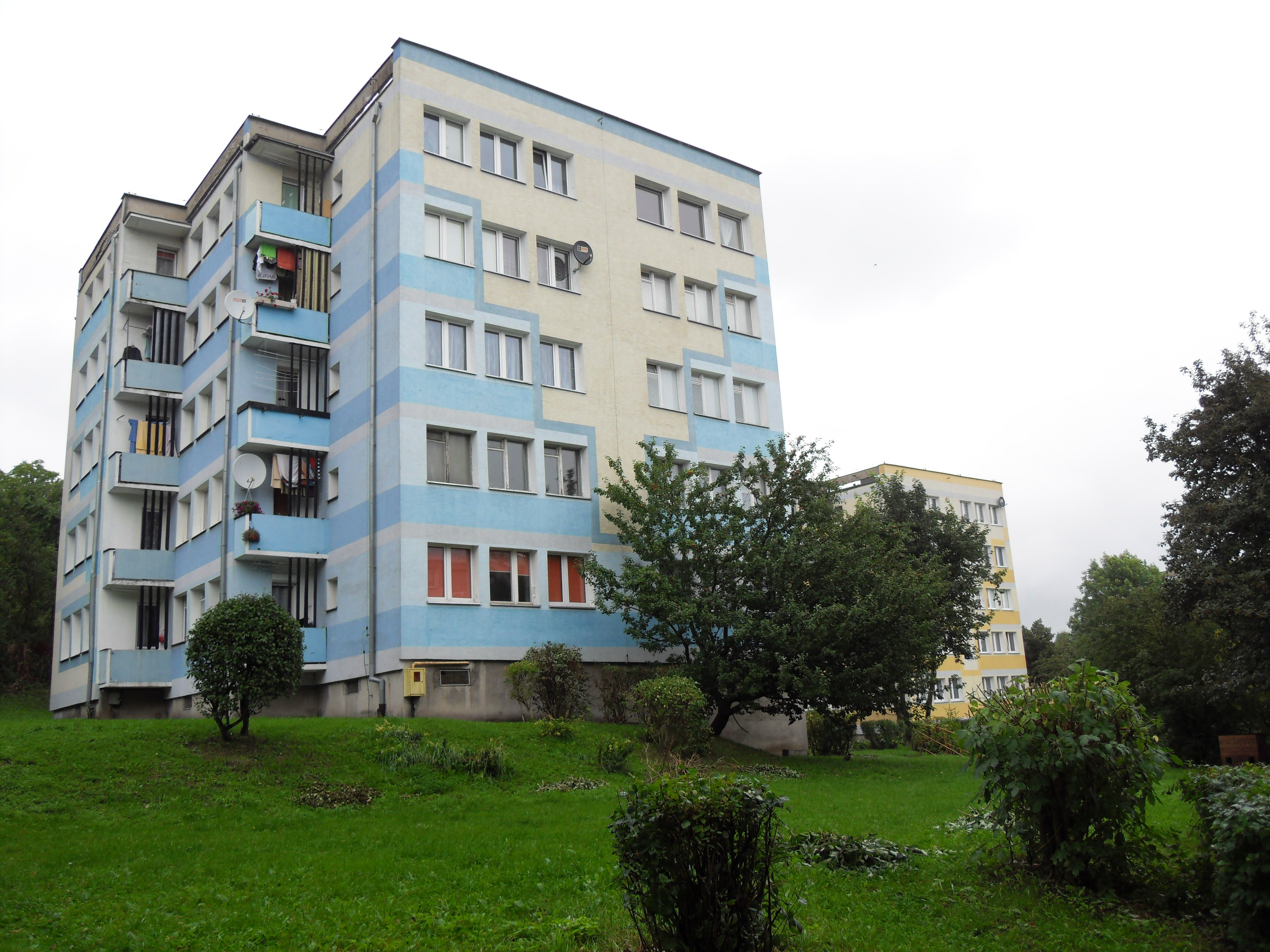
Ptaszniki - bloki jednoklatkowe

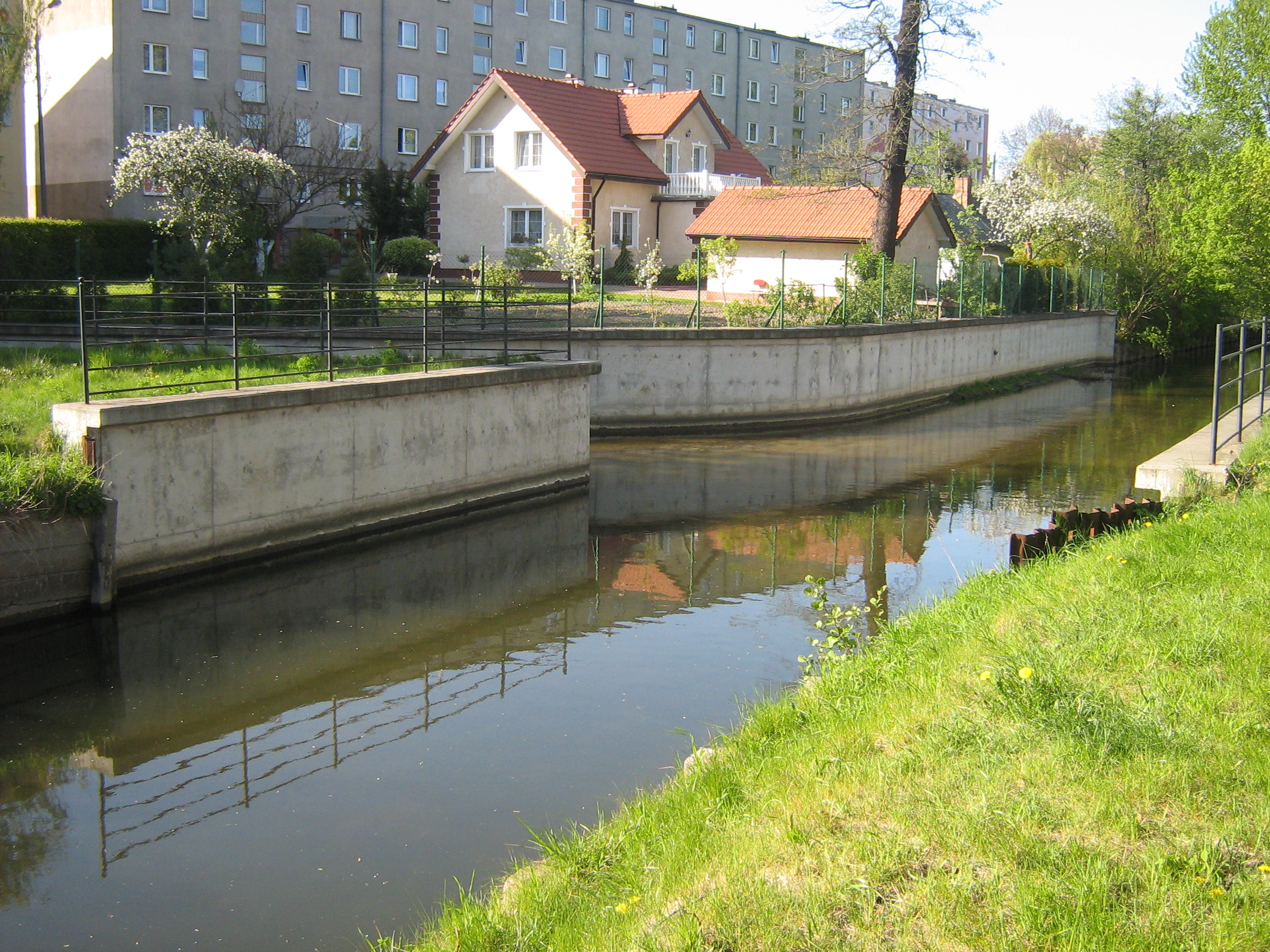
Ptaszniki i Kanał Raduni

Ptaszniki (niem. Vogelgreif) – część Gdańska, na osiedlu Orunia-Św. Wojciech-Lipce.

## Położenie administracyjne
Ptaszniki są częścią jednostki morfogenetycznej Orunia, która została przyłączona w granice administracyjne miasta w 1933. Od zachodu graniczą z dzielnicą administracyjną Orunia Górna-Gdańsk Południe. Osiedle należy do okręgu historycznego Niziny.

### Sąsiednie jednostki
- od północy: Oruńskie Przedmieście
- od zachodu: Orunia Górna

## Położenie geograficzne
Ptaszniki są najwyżej położoną częścią mieszkalną Oruni. Ich wschodnia granica to Kanał Raduni, południowa Potok Oruński. Góruje nad nimi Wzgórze Ptaszników, będące północnym krańcem osiedla. Osiedle ulokowane jest głównie na skarpie, obniżającej się ku Kanałowi Raduni i Parkowi Oruńskiemu, który otacza je od południa. Na południowym zachodzie osiedle ogranicza Góra Gliniana, będąca częścią zespołu przyrodniczo-krajobrazowego Dolina Potoku Oruńskiego.

## Osiedle
Rejon ten aż do lat 70. XX wieku nie był zbyt intensywnie zabudowany. Opierał się głównie na ciągu ulicy Raduńskiej. Od lat 70. zbudowano na Ptasznikach osiedle 29 bloków jednoklatkowych i dwuklatkowych o czterech piętrach.